# Rex Bulgarorum et Blachorum
Rex Bulgarorum et Blachorum (« roi des Bulgares et des Valaques ») est, dans les sources occidentales (chancellerie du pape Innocent III, Geoffroi de Villehardouin et Robert de Clari), le titre aux XIIe et XIIIe siècles des souverains de l’État médiéval que l’historiographie moderne désigne comme Second Empire bulgare.

## Étendue et populations
Des Alpes de Transylvanie et de la Morava serbe aux mers Adriatique, Égée et Noire, cet État multiethnique s’étendait sur des territoires actuellement (XXIe siècle) bulgares, macédoniens, grecs, turcs, serbes, roumains, moldaves et ukrainiens. La toponymie et l’anthroponymie ainsi que la linguistique balkanique montrent que des populations slaves, romanes et grecques y vivaient : les premières, surtout agricoles, dominant dans les plaines (Σκλαβινίαι, Склавинии, « sklavinies »), les deuxièmes, surtout pastorales sur les piémonts (Βλαχίες, Влахии, « valachies » régies par le droit valaque) et les troisièmes, surtout urbaines, marchandes et maritimes dans les grandes villes et sur les côtes (κεφαλίες, кефалии, « céphalies »),,,,,,.

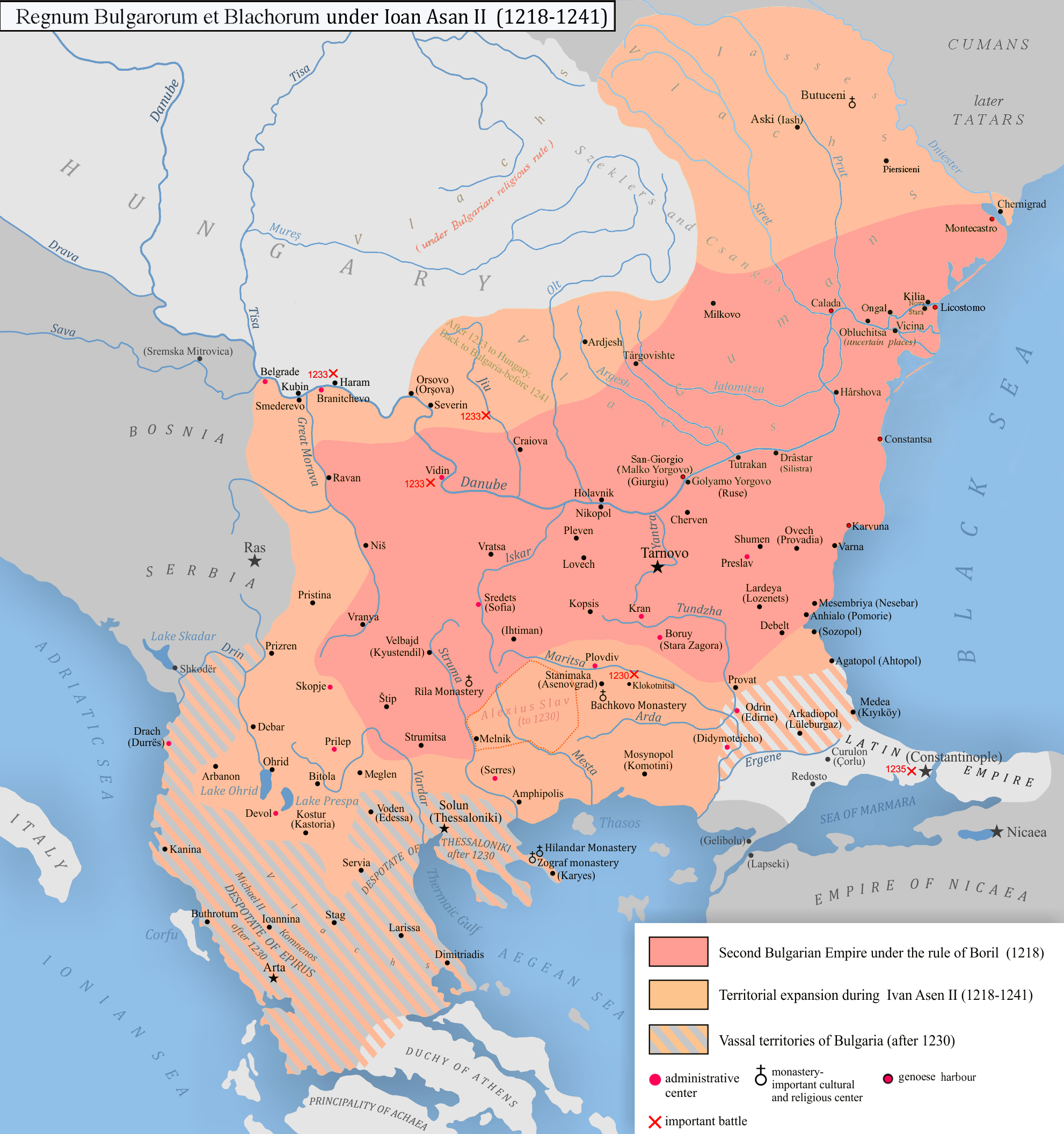
Regnum Bulgarorum et Blachorum aux.

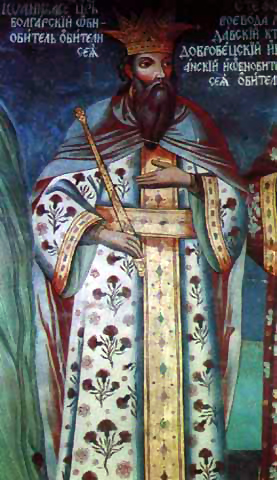
Le tsar Ioan Asan/Ivan Assen II (Iωάн en haut à gauche de la fresque originale du monastère bulgare de Zografou, Mont Athos).

## Sources
Selon les sources byzantines concordantes comme Georges Cédrène, Anne Comnène, Nicétas Choniatès et Jean Skylitzès, trois grandes révoltes secouèrent, au XIIe siècle, les Balkans : les Valaques se dressèrent alors contre l’Empire byzantin qui dut finir par reconnaître ce nouvel état multiethnique, Amirãria Vlaho-Vãryarã (« monarchie valaquo-bulgare »), qui reprenait ainsi le nom resté prestigieux du Premier Empire bulgare, lequel avait été soumis par l’empereur byzantin Basile II deux siècles auparavant.

## Historiographie moderne
Ces révoltes sont menées par des personnages que les sources byzantines qualifient de Valaques et que l’historiographie bulgare moderne présente comme Bulgares (mais en l’absence de statistiques ethniques au XIIe siècle, le débat est d’autant plus impossible à trancher que les deux populations étaient orthodoxes et s’entremêlaient depuis des siècles) :
- d’abord en 1040-1041 par Πέτρος Δολιάνος, Petru Deleanu ou Петър Делян / Petãr Deljan (qui se revendiquait comme fils du tsar Gabriel Radomir mort en 1015) ;
- ensuite en 1066 par Nikoulitzas Delphinas (Νικουλιτζάς Δελφινάς, Niculitsã Delfinu ou Никулица Делфина / Nikulitsa Delfina[13],[14]) ;
- et enfin en 1185, par trois frères : Asen, Ioanitsa et Petrou Caloian[15].

L’historiographie moderne, tant bulgare que roumaine, reconnaît à la plupart de ces boyards des origines multiples et entremêlées, proto-bulgares, slavonnes, valaques, iasses et coumanes,,, mais l'influence grecque transparaît aussi à travers le christianisme de rite byzantin ou des patronymes comme Caloian ou Калоян / Kalojan venant du grec Καλογιάνις / Kaloiannis, « bon Jean ».
Les sources secondaires roumaines appellent cet État « tsarat Valaquo-Bulgare (1186-1280) ». 
Les sources secondaires bulgares occultent ou minimisent le caractère multiethnique de cet État (Deuxième état bulgare), nomment « insurrections bulgares contre l’Empire byzantin (1040-1041) » les révoltes désignées comme valaques par les sources primaires Cédrène, Comnène, Choniatès ou Skylitzès, et slavisent a posteriori  les noms des lieux, des personnes et des rois (par exemple Joanisse roy de Blaquie et de Bougrie devient « Ivan Asen II »).
Hors des visions simplificatrices et séparatistes des sources secondaires, qui tentent de démontrer que les nations actuelles étaient déjà constituées et séparées au Haut Moyen Âge, une mixité bulgaro-coumano-valaque est vraisemblable. Une origine valaque des Assénides, conforme aux sources byzantines, n’exclut nullement qu’ils se soient considérés comme héritiers des tsars bulgares Samuel, Pierre Ier ou Siméon Ier le Grand et du Premier Empire bulgare. D’ailleurs jusqu’au XVIe siècle, le vieux-bulgare est la langue d’écriture et liturgique utilisée par les Valaques, y compris au nord du Danube[réf. incomplète], le premier document privé en roumain étant la lettre de Neacșu de 1521, écrite en cyrillique. Les termes « bulgare » et « valaque » étaient à l’époque interchangeables : les alliances et liens de parenté dans l’aristocratie bulgaro-valaque de boyards et de joupans rendent arbitraire toute attribution exclusive à l’une ou l’autre de ces origines.
Dans leurs écrits officiels, Ivan Asen II et Mircea Ier de Valachie écrivent tous deux en vieux-bulgare et utilisent le même préfixe « ІѠ » qui ne signifie pas « moi » comme le croient beaucoup de Roumains, mais provient soit du prénom d’Ionitsã Caloian / Ivan Kalojan, soit plus probablement du grec Iohannès (Ιωάννης, l’„oint du Seigneur” dans le sens „par la grâce de Dieu”).